# Lijst van voetbalinterlands Mexico - Saoedi-Arabië
Deze lijst van voetbalinterlands is een overzicht van alle officiële voetbalwedstrijden tussen de nationale teams van Mexico en Saoedi-Arabië. De landen speelden tot op heden zeven keer tegen elkaar. De eerste ontmoeting, een groepswedstrijd tijdens de FIFA Confederations Cup 1995, werd gespeeld in Riyad op 6 januari 1995. Het laatste duel, een kwartfinale van de CONCACAF Gold Cup 2025, vond plaats op 28 juni 2025 in Glendale (Verenigde Staten).

## Wedstrijden
| № | Plaats      | Datum            | Competitie                   | Wedstrijd              | Uitslag |
| - | ----------- | ---------------- | ---------------------------- | ---------------------- | ------- |
| 1 | Riyad       | 6 januari 1995   | FIFA Confederations Cup 1995 | Saoedi-Arabië – Mexico | 0 – 2   |
| 2 | Los Angeles | 11 oktober 1995  | Vriendschappelijk            | Mexico – Saoedi-Arabië | 2 – 1   |
| 3 | Riyad       | 14 december 1997 | FIFA Confederations Cup 1997 | Saoedi-Arabië – Mexico | 0 – 5   |
| 4 | Parijs      | 3 juni 1998      | Vriendschappelijk            | Saoedi-Arabië – Mexico | 0 – 0   |
| 5 | Mexico-Stad | 25 juli 1999     | FIFA Confederations Cup 1999 | Mexico – Saoedi-Arabië | 5 – 1   |
| 6 | Lusail      | 30 november 2022 | WK 2022                      | Saoedi-Arabië – Mexico | 1 − 2   |
| 7 | Glendale    | 28 juni 2025     | CONCACAF Gold Cup 2025       | Mexico – Saoedi-Arabië | 2 – 0   |

## Samenvatting
| Competitie              | Totaal gespeeld | Winst Mexico | Gelijk | Winst Saoedi-Arabië | Doelsaldo Mexico – Saoedi-Arabië |
| ----------------------- | --------------- | ------------ | ------ | ------------------- | -------------------------------- |
| WK-eindronde            | 1               | 1            | 0      | 0                   | 2 − 1                            |
| FIFA Confederations Cup | 3               | 3            | 0      | 0                   | 12 − 1                           |
| CONCACAF Gold Cup       | 1               | 1            | 0      | 0                   | 2 − 0                            |
| Vriendschappelijk       | 2               | 1            | 1      | 0                   | 2 − 1                            |
| Totaal                  | 7               | 6            | 1      | 0                   | 18 − 3                           |

## Details

### Eerste ontmoeting
| Saoedi-Arabië | 0 – 2        | Mexico |
| | goals        | 65' Luis García 82' Luis García |
| Mohamed Al-Karashi | bondscoach   | Miguel Mejía Barón |
| Hussein Al-Sadiq Mohammed Al-Khilaiwi Abdullah Zubromawi Ahmed Madani Fuad Amin 68' Saleh Al-Saleh Sami Al-Jaber Said Al-Owairan Ahmed Eesa Khalid Al Muwallid Saleh Al-Dawod 60' | opstellingen | Jorge Campos Claudio Suárez Ignacio Ambríz 87' Ramón Ramírez Marcelino Bernal Alberto García Aspe Jorge Rodríguez Luis Roberto Alves Joaquín del Olmo Raúl Gutiérrez 46' Carlos Hermosillo |
| Hamzah Saleh 60' Fahad Mehalel 68' | wissels      | 46' Luis García 87' Alberto Coyote |
| Abdullah Zubromawi 20' | gele kaarten | 81' Claudio Suárez 89' Ignacio Ambríz |

### Tweede ontmoeting
| Mexico | 2 – 1        | Saoedi-Arabië |
| Claudio Suárez 78' Javier Lozano 87' | goals        | 23' (e.d.) Manuel Vidrio |
| Bora Milutinović | bondscoach   | José Mario Baroni |
| Nicolás Navarro José Maria Higareda Manuel Vidrio Claudio Suárez 79' Antonio Taboada 55' Marcus López Mauricio Gallaga 73' Ramón Ramírez 87' Luis García Daniel Guzmán Luis Hernández 87' | opstellingen | Mohammed Al-Deayea Ahmed Madani Mohammed Al-Khilaiwi Saleh Al-Dawod Mohammed Al-Jahani Ahmed Esca Hussain Al-Massary Khalid Al-Ternawi 53' Saeed Al-Owairan Fahad Al-Mehalel 71' Sami Al-Jaber |
| Steve Padilla 55' Javier Lozano 73' José Marcos Ayala 79' Victor Ruíz 87' Héctor Del Angel 87'                                                                                            | wissels      | 53' Khamis Al-Dossari 71' Fahad Al-Gheshayan |

### Derde ontmoeting
| Saoedi-Arabië | 0 – 5        | Mexico |
| | goals        | 19' Francisco Palencia 62' Francisco Palencia 70' Cuauhtémoc Blanco 71' Braulio Luna 78' Cuauhtémoc Blanco                                                                       |
| Otto Pfister | bondscoach   | Manuel Lapuente |
| Mohammed Al-Deayea Mohammed Al-Jahani Mohammed Al-Khilaiwi Hussain Sulimani Mohammed Al-Sahafi Ibrahim Al-Harbi Khalid Al-Mowallid Khamis Al-Dossary Said Al-Owairan 66' Sami Al-Jaber Fahad Mehalel | opstellingen | Oswaldo Sánchez Claudio Suárez Duilio Davino Pavel Pardo Salvador Carmona Germán Villa 57' Raúl Rodrigo Lara Braulio Luna 46' Paulo César Chávez Cuauhtémoc Blanco Juan Palencia |
| Khaled Al-Temawi 66' | wissels      | 46' Luis Hernández 67' Markus López |
| Khamis Al-Dossary 49' Khalid Al-Mowalad 51' | gele kaarten | |

### Vierde ontmoeting
| Saoedi-Arabië | 0 – 0        | Mexico |
| | goals        | |
| Carlos Alberto Parreira | bondscoach   | Manuel Lapuente |
| Mohammed Al-Deayea Mohammed Al-Jahani Mohammed Al-Khilaiwi Abdullah Zubromawi Khamis Al-Owairan 65' Fuad Amin Ibrahim Al-Shahrani 46' Hussain Sulimani Khalid Al-Muwalid 46' Said Al-Owairan 65' Sami Al-Jaber 78' | opstellingen | Oscar Pérez Isaac Terrazas Joél Sánchez Germán Villa Salvador Carmona Raúl Rodrigo Lara Marcelino Bernal Luis García 69' Luis Hernández 52' Ricardo Peláez 69' Cuauhtémoc Blanco |
| Youssef Al-Thyniyan 46' Hamzah Saleh 46' Obaid Al-Dossary 65' Nawaf Al-Temyat 65' Fahad Mehalel 78' | wissels      | 52' Ramón Ramírez 69' Juan Francisco Palencia 69' Jesús Arellano |

### Vijfde ontmoeting
| Mexico | 5 – 1        | Saoedi-Arabië |
| Cuauhtémoc Blanco 12' Cuauhtémoc Blanco 19' Juan Manuel Abundis 21' Cuauhtémoc Blanco 68' Cuauhtémoc Blanco 77'                                                                                  | goals        | 62' (pen.) Nawaf Al-Temyat |
| Manuel Lapuente | bondscoach   | Milan Máčala |
| Jorge Campos Claudio Suárez Rafael Márquez Germán Villa Alberto García Aspe 65' Juan Manuel Abundis Cuauhtémoc Blanco Pavel Pardo José Francisco Palencia 80' Salvador Carmona Miguel Zepeda 46' | opstellingen | Mohammed Al-Deayea Mohammed Al-Jahani Mohammed Al-Khilaiwi Saleh Al-Dawod Ibrahim Al-Harbi 84' Ibrahim Al-Shahrani Hussein Sulimani Fahad Al-Subaie 84' Nawaf Al-Temyat Hamzah Falatah Mohsin Harthi |
| Jesús Arellano 46' José Rafael García 65' Isaac Terrazas 80' | wissels      | 84' Abdullah Al-Shahrani 84' Abdullah Bin Shehan |

FMF · A-internationals · Selecties · Bondscoaches · Statistieken · Mexicaans vrouwenelftal · Olympisch elftal · Mexico U21 · Mexico U20 · Mexico U19 · Mexico U18 · Mexico U17
1920 – 1949 ·
1950 – 1969 ·
1970 – 1979 ·
1980 – 1989 ·
1990 – 1999 ·
2000 – 2009 ·
2010 – 2019 ·
2020 – 2029
Copa América 1993 ·
Copa América 1995 ·
Copa América 1997 ·
Copa América 1999 ·
Copa América 2001 ·
Copa América 2004 ·
Copa América 2007 ·
Copa América 2011 ·
Copa América 2015 · 
Copa América 2016
WK 1930 ·
WK 1950 ·
WK 1954 ·
WK 1958 ·
WK 1962 ·
WK 1966 ·
WK 1970 ·
WK 1978 ·
WK 1986 ·
WK 1994 ·
WK 1998 ·
WK 2002 ·
WK 2006 ·
WK 2010 ·
WK 2014 · 
WK 2018
OS 1928 ·
OS 1948 ·
OS 1964 ·
OS 1968 ·
OS 1972 ·
OS 1976 ·
OS 1992 ·
OS 1996 ·
OS 2004 ·
OS 2012 ·
OS 2016 ·
OS 2020
1923 ·
1924–1927 ·
1928 ·
1929 ·
1930 ·
1931–1933 ·
1934 ·
1935 ·
1936 ·
1937 ·
1938 ·
1939–1946 ·
1947 ·
1948 ·
1949 ·
1950 ·
1951 ·
1952 ·
1953 ·
1954 ·
1955 ·
1956 ·
1957 ·
1958 ·
1959 ·
1960 ·
1961 ·
1962 ·
1963 ·
1964 ·
1965 ·
1966 ·
1967 ·
1968 ·
1969 ·
1970 · 
1971 · 
1972 · 
1973 · 
1974 · 
1975 · 
1976 · 
1977 · 
1978 · 
1979 · 
1980 · 
1981 · 
1982 · 
1983 · 
1984 · 
1985 · 
1986 · 
1987 · 
1988 · 
1989 · 
1990 · 
1991 · 
1992 · 
1993 · 
1994 · 
1995 · 
1996 · 
1997 · 
1998 · 
1999 · 
2000 · 
2001 · 
2002 · 
2003 · 
2004 · 
2005 · 
2006 · 
2007 · 
2008 · 
2009 · 
2010 · 
2011 · 
2012 · 
2013 · 
2014 · 
2015 · 
2016 ·
2017 ·
2018 ·
2019 ·
2020 ·
2021 ·
2022 ·
2023
Albanië ·
Algerije ·
Angola ·
Argentinië ·
Australië ·
België ·
Belize ·
Bermuda ·
Bolivia ·
Bosnië en Herzegovina ·
Brazilië ·
Bulgarije ·
Canada ·
Chili ·
China ·
Colombia ·
Congo-Kinshasa ·
Costa Rica ·
Cuba ·
Curaçao ·
DDR ·
Denemarken ·
Dominica ·
Dominicaanse Republiek ·
Duitsland ·
Ecuador ·
Egypte ·
El Salvador ·
Engeland ·
Estland ·
Fiji ·
Finland ·
Frankrijk ·
Gambia ·
Ghana ·
Griekenland ·
Guatemala ·
Guyana ·
Haïti ·
Honduras ·
Hongarije ·
Ierland ·
IJsland ·
Irak ·
Iran ·
Israël ·
Italië ·
Ivoorkust ·
Jamaica ·
Japan ·
Joegoslavië ·
Kameroen ·
Kroatië ·
Liberia ·
Luxemburg ·
Marokko ·
Martinique ·
Nederland ·
Nederlandse Antillen ·
Nicaragua ·
Nieuw-Zeeland ·
Nigeria ·
Noord-Ierland ·
Noord-Korea ·
Noorwegen ·
Oekraïne ·
Oezbekistan ·
Panama ·
Paraguay ·
Peru ·
Polen ·
Portugal ·
Qatar ·
Roemenië ·
Rusland ·
Saint Kitts en Nevis ·
Saint Vincent en de Grenadines ·
Saoedi-Arabië ·
Schotland ·
Senegal ·
Servië ·
Slovenië ·
Slowakije ·
Sovjet-Unie ·
Spanje ·
Suriname ·
Trinidad en Tobago ·
Tsjechië ·
Tsjecho-Slowakije ·
Tunesië ·
Turkije ·
Uruguay ·
Venezuela ·
Verenigde Staten ·
Wales ·
Wit-Rusland ·
Zuid-Afrika ·
Zuid-Korea ·
Zweden ·
Zwitserland
Angola (2006) ·
Argentinië (2006) ·
Brazilië (1999) ·
Brazilië (2014) ·
Brazilië (2018) ·
Duitsland (2018) ·
Frankrijk (2010) ·
Iran (2006) ·
Kameroen (2014) ·
Kroatië (2014) ·
Nederland (2014) ·
Portugal (2006) ·
Uruguay (2010) ·
Zuid-Afrika (2010) ·
Zuid-Korea (2018) ·
Zweden (2018)
SAFF · A-internationals · Selecties · Bondscoaches · Statistieken · Saoedi-Arabisch vrouwenelftal · Saoedi-Arabië U21 · Saoedi-Arabië U20 · Saoedi-Arabië U19 · Saoedi-Arabië U18 · Saoedi-Arabië U17
1950 – 1959 · 
1960 – 1969 · 
1970 – 1979 · 
1980 – 1989 · 
1990 – 1999 · 
2000 – 2009 · 
2010 – 2019 ·
2020 − 2029
WK 1994 · 
WK 1998 · 
WK 2002 · 
WK 2006 · 
WK 2018
OS 1984 · 
OS 1996 · 
OS 2020
1957 · 
1958 · 1959 · 1960 · 
1961 · 
1962 · 
1963 · 
1964 · 1965 · 1966 · 
1967 · 
1968 · 
1969 · 
1970 · 
1971 · 
1972 · 
1973 · 
1974 · 
1975 · 
1976 · 
1977 · 
1978 · 
1979 · 
1980 · 
1981 · 
1982 · 
1983 · 
1984 · 
1985 · 
1986 · 
1987 · 
1988 · 
1989 · 
1990 · 
1991 · 
1992 · 
1993 · 
1994 · 
1995 · 
1996 · 
1997 · 
1998 · 
1999 · 
2000 · 
2001 · 
2002 · 
2003 · 
2004 · 
2005 · 
2006 · 
2007 · 
2008 · 
2009 · 
2010 · 
2011 · 
2012 · 
2013 ·
2014 ·
2015 ·
2016 ·
2017 ·
2018 ·
2019 ·
2020 ·
2021 ·
2022 ·
2023
Afghanistan · 
Albanië ·
Algerije · 
Angola · 
Argentinië · 
Australië · 
Azerbeidzjan · 
Bahrein · 
Bangladesh · 
België · 
Bhutan · 
Bolivia · 
Brazilië · 
Bulgarije · 
Cambodja ·
Canada · 
Chili · 
China · 
Colombia ·
Congo-Brazzaville · 
Congo-Kinshasa · 
Costa Rica · 
Cyprus · 
Denemarken · 
Duitsland · 
Ecuador ·
Egypte · 
Engeland · 
Equatoriaal-Guinea ·
Estland · 
Finland · 
Frankrijk · 
Gabon · 
Gambia ·
Georgië · 
Ghana · 
Griekenland ·
Haïti · 
Honduras · 
Hongarije · 
Hongkong · 
Ierland · 
IJsland · 
India · 
Indonesië · 
Irak · 
Iran · 
Italië ·
Jamaica · 
Japan · 
Jemen · 
Jordanië · 
Kameroen · 
Kazachstan · 
Kirgizië · 
Koeweit · 
Kroatië ·
Laos ·
Letland ·
Libanon · 
Libië · 
Liechtenstein · 
Litouwen ·
Luxemburg · 
Macau ·  
Maleisië · 
Mali · 
Marokko · 
Mauritanië · 
Mexico · 
Moldavië ·
Mongolië · 
Namibië · 
Nederland · 
Nepal · 
Nieuw-Zeeland · 
Nigeria · 
Noord-Korea ·
Noord-Macedonië ·
Noorwegen ·
Oeganda · 
Oekraïne · 
Oezbekistan · 
Oman · 
Oost-Timor ·
Pakistan ·
Palestina · 
Panama ·
Paraguay · 
Peru ·
Polen · 
Portugal · 
Qatar · 
Rusland · 
Schotland · 
Senegal · 
Singapore · 
Slovenië · 
Slowakije · 
Soedan · 
Spanje · 
Sri Lanka · 
Syrië · 
Tadzjikistan · 
Taiwan · 
Tanzania · 
Thailand · 
Togo · 
Trinidad en Tobago · 
Tsjechië · 
Tunesië · 
Turkije · 
Turkmenistan · 
Uruguay · 
Venezuela · 
Verenigde Arabische Emiraten · 
Verenigde Staten · 
Vietnam · 
Wales · 
Wit-Rusland · 
Zambia ·
Zimbabwe ·
Zuid-Afrika · 
Zuid-Jemen · 
Zuid-Korea · 
Zweden
Argentinië (1992) · 
Argentinië (2022) · 
Egypte (2018) · 
Oekraïne (2006) · 
Rusland (2018) ·
Spanje (2006) ·
Tunesië (2006) ·
Uruguay (2018)